# محسن هشترودی
محسن هشترودی (۲۲ دی ۱۲۸۶ – ۱۳ شهریور ۱۳۵۵ تهران) اندیشمند، شاعر و ریاضی‌دان ایرانی بود. هشترودی از طرفداران علوم پایه بود و به شعر و موسیقی و فلسفه علاقه داشت. وی به‌عنوان یک متفکر منتقد پیشرو و ریاضیدان دارای اهمیتی نمادین و شخصیتی اثرگذار در جامعه علمی معاصر ایران بوده‌ است. او همچنین توانایی بیان مطالب علمی به زبان ساده را داشت.

## زندگی
محسن هشترودی در ۲۲ دی ۱۲۸۶ در شهر هشترود چشم به جهان گشود. پدرش اسماعیل هشترودی از روحانیون و همراهان شیخ محمد خیابانی یکی از فعالان نهضت مشروطه بود. محسن هشترودی تحصیلات دبستانی خود را در مدرسه‌های سیروس و اقدسیه در شهر تبریز به پایان برد و سپس برای ادامه تحصیل در دارالفنون به تهران آمد. چند سالی در تهران به تحصیل پزشکی گذراند، تا در سال ۱۳۰۴ به عنوان دانشجوی بورسیه دولتی برای تحصیل در رشته ریاضیات به کشور فرانسه اعزام شد.
محسن هشترودی در سال ۱۳۱۴ با درجه کارشناسی در رشته ریاضیات از دانشگاه سوربن فارغ‌التحصیل شد. سپس با سرپرستی الی کارتان در همان دانشگاه به پژوهش در زمینه هندسه دیفرانسیل پرداخت و مدرک دکترای خود را در رشته ریاضیات در سال ۱۳۱۶ دریافت کرد. پس از بازگشت به ایران به عنوان استادیار در دانشکده علوم دانشسرای عالی به کار مشغول شد. در سال ۱۳۲۰ کرسی استادی دانشسرای عالی را دریافت کرد. در سال ۱۳۳۰ به مقام ریاست دانشگاه تبریز رسید، و در سال ۱۳۳۶ به عنوان رئیس دانشکده علوم دانشگاه تهران انتخاب شد. در سال ۱۳۲۳ با «رباب مدیری» ازدواج کرد که حاصل این ازدواج دو دختر و یک پسر به نام‌های فرانک، فریبا و رامین بود.
هشترودی در طول زندگی حرفه‌ای خود ارتباطش را با مجامع علمی بین‌المللی حفظ کرد: وی در سال ۱۳۲۹ به عنوان نماینده دانشگاه تهران در کنگره بین‌المللی ریاضی‌دانان هاروارد شرکت کرد، در مؤسسه مطالعات پیشرفته دانشگاه پرینستون و به درخواست ریاست مؤسسه اوپنهایمر به عضویت پذیرفته شد، و یک ترم پاییزی را نیز به تدریس در دانشگاه هاروارد پرداخت. هشترودی بر اثر سکته قلبی در ۱۳ شهریور ۱۳۵۵ در سن ۶۸ سالگی در تهران درگذشت و در قبرستان بهشت زهرا آرامگاه شماره ۸۲۴ به خاک سپرده شد. یادنامه ایشان با نام «یاد آر ز شمع مرده یاد آر» در سال ۱۳۸۵ توسط انتشارات سنا منتشر شده‌است.

## کوشش‌های فرهنگی
هشترودی مهارت زیادی در بیان اصول و پدیده‌های علمی و فناوری‌های جدید به زبان ساده داشت و با نوشته‌ها و سخنرانی‌های خود می‌توانست با قشر بزرگی از جامعه ارتباط برقرار کند و مفاهیم اصلی دانش و فناوری را به آنان منتقل نماید. به فلسفه، شعر و موسیقی علاقه زیادی داشت و خود نیز اشعاری سرود.
او تأکید زیادی بر اهمیت علوم پایه داشت تا جایی که شاخه‌های دیگر دانش مانند علوم اجتماعی و علوم انسانی را بی‌اهمیت و غیرعلمی می‌خواند. در همین حال فلسفه، هنر و عرفان را مکمل علم می‌دانست. وی بر این باور بود که «علم» تنها نوع ارزشمند دانش، «هنر» نگاهی ظریف به زندگی، و «فلسفه» غایت معرفت‌شناسی است، و هیچ‌یک بدون نوآوری و اصالت ارزشی ندارند.

## پژوهش‌های علمی
تخصص هشترودی در زمینه هندسه دیفرانسیل بود. مهم‌ترین اثر علمی نگاشته‌شده توسط محسن هشترودی، پایان‌نامه دکترای او در زمینه هندسه دیفرانسیل است که در آن یکی از مدل‌های ریاضی استادش الی کارتان را تعمیم داد که امروزه به نام «التصاق هشترودی» (Hachtroudi Connection) شناخته می‌شود. او در طول زندگی حرفه‌ای در ایران چند مقاله کوتاه علمی نیز منتشر کرد. جدای از پژوهش علمی، هشترودی به عنوان یک متفکر منتقد و ریاضیدان نامدار ایرانی، دارای اهمیت نمادین و شخصیتی اثرگذار در جامعه علمی معاصر ایران بوده‌ است.

## در گفته‌های دیگران

### پرویز شهریاری
پرویز شهریاری دربارهٔ محسن هشترودی گفته‌است: «نخستین بار که استاد را شناختم در دانشگاه تهران بود که به عنوان دانشجو در کلاس درس او حاضر شده بودم. وقتی که از کلاس بیرون آمدم، به واقع دگرگون شده بودم. پس به این ترتیب هم می‌شود درس داد، پس می‌توان معلم ریاضی بود ولی روح و ذهن دانشجو را چنان افسون کرد که او در برابر شرف انسانی و دانش عام و همه جانبهٔ استاد، از طرفی، خود را کوچک احساس کند و از طرفی دیگر، پُر از شوق و امید شود. درس استاد درس انسانیت و درست اندیشیدن بود و آدمی را در دنیایی از شوق و شگفتی فرو می‌برد… به راحتی و بی‌پروا حرف می‌زد و بدون اینکه برای هر مجلسی شأن جداگانه‌ای قایل باشد، آنچه در دل داشت بیرون می‌ریخت و هرگز فراموش نمی‌کنم لحظاتی را که در پایان نخستین کنفرانس معلمان ریاضی که در دانشگاه پَهلوی شیراز تشکیل شده بود، نیم ساعتی صحبت یا دقیقتر بگویم درددل می‌کرد و تقریباً همه همراه او می‌گریستند.»

### منوچهر آتشی
به نوشته منوچهر آتشی، نقشی که هشترودی در ادبیات معاصر ایران داشت، همان نقشی است که برتراند راسل در ادبیات انگلیسی داشت البته با معیاری کوچکتر. وی دراین باره گفته‌است: «محسن هشترودی دارای درجه دکترای ریاضیات از نخستین دانشجویان ایرانی بود که همزمان با اجتهاد در رشته‌های فیزیک و ریاضی، دارای شناخت عمیق از هنر و ادبیات و نقاشی نو بود و وقتی وارد محافل روشنفکری ایران شد به عنوان قطبی برای رفع و رجوع دشواری‌های مسایل و مباحث فکری شناخته شد. تلاش هشترودی بیشتر وقف این بود که رابطه زنده و آشکار بین هنر و دانش تازه را کشف نموده و به آگاهی پژوهندگان برساند.»

### امیرحسین آریان‌پور
امیرحسین آریان‌پور نوشته‌است: «هشترودی مشاغل غیر دانشگاهی را به هیچ نمی‌گرفت و به ندرت به مجالس بزرگان پا می‌نهاد. زندگی ساده‌ای داشت. پس از ساعات تحقیق و تدریس با دوستانش شطرنج بازی می‌کرد، به موسیقی گوش فرا می‌داد و داستان می‌خواند. در برابر فشارهای کشندهٔ روزگار —فقر ظاهری و باطنی جامعه، مرگ فرزند، و پیری— به هنر پناه می‌برد و از بازخوانی غزل‌های حافظ آرامش می‌یافت و با سرودن شعرهای لطیف سبکبار می‌شد. با این وصف گاهی دامنش از دست می‌رفت و کارش به شَطح می‌کشید.»

## آثار

### کتاب‌ها
- جهان اندیشه، دانش و هنر
- نظریه اعداد
- سایه‌ها (مجموعه شعر)
- سیر اندیشه بشر
- از مکانیک کلاسیک تا مکانیک کوانتیک[۹]

### مقاله‌ها
- واقعیت فیزیکی جهان از نظر نسبیت انیشتین[۱۰]
- خیام یا شاعر ریاضیدان[۱۰]